# Fenfushi
Fenfushi är en ö i Ariatollen i Maldiverna. Den ligger i den västra delen av landet, 110 km sydväst om huvudstaden Malé. Den tillhör den administrativa atollen Alif Dhaal.